# 蛟川书院牌坊
29°57′23.7″N 121°42′52.1″E / 29.956583°N 121.714472°E
蛟川书院牌坊是中国浙江省宁波市镇海区境内的一座牌坊，位于招宝山街道镇海中学内。牌坊建于清乾隆九年（1744年），高5米，宽2.8米，门高2.5米，原位于梓荫山下鲲池边，牌坊上“蛟川书院”四字为县令杨玉生所写。2003年，书院坊由文物部门重新树立，2012年被列入第五批镇海区文物保护单位。